# 1. slovenská národní hokejová liga 1990/1991
1. slovenská národní hokejová liga 1990/1991 byla 22. ročníkem jedné ze skupin československé druhé nejvyšší hokejové soutěže.

## Systém soutěže
Všech 12 týmů se v základní části utkalo čtyřkolově každý s každým (celkem 44 kol). Tým na první pozici přímo postoupil do dalšího ročníku nejvyšší soutěže.
Tým na poslední pozici sestoupil do 2. SNHL.

## Základní část
| Poř. | Tým                            | Zápasy | Výhry | Remízy | Prohry | Skóre   | Body |
| ---- | ------------------------------ | ------ | ----- | ------ | ------ | ------- | ---- |
| 1.   | ŠKP PS Poprad                  | 44     | 35    | 4      | 5      | 265:117 | 74   |
| 2.   | Štart Spišská Nová Ves         | 44     | 29    | 6      | 9      | 197:106 | 64   |
| 3.   | Iskra Smrečina Banská Bystrica | 44     | 26    | 9      | 9      | 191:132 | 61   |
| 4.   | ZPA Prešov                     | 44     | 23    | 8      | 13     | 175:135 | 54   |
| 5.   | VTJ Topoľčany                  | 44     | 21    | 5      | 18     | 190:160 | 47   |
| 6.   | HK 32 Liptovský Mikuláš        | 44     | 19    | 8      | 17     | 159:150 | 46   |
| 7.   | Hutník ZŤS Martin              | 44     | 19    | 6      | 19     | 162:149 | 44   |
| 8.   | Spartak ZŤS Dubnica nad Váhom  | 44     | 18    | 5      | 21     | 165:171 | 41   |
| 9.   | Sparta ZVL Považská Bystrica   | 44     | 14    | 6      | 24     | 156:216 | 34   |
| 10.  | ZTK Zvolen                     | 44     | 12    | 5      | 27     | 135:198 | 29   |
| 11.  | VTJ Michalovce                 | 44     | 8     | 5      | 31     | 153:214 | 21   |
| 12.  | Slávia Ekonóm Bratislava       | 44     | 5     | 3      | 36     | 137:337 | 13   |

- Tým ŠKP PS Poprad přímo postoupil do dalšího ročníku nejvyšší soutěže. Nahradila ho AC Nitra, která sestoupila z nejvyšší soutěže.
- Tým Slávia Ekonóm Bratislava sestoupil do 2. SNHL. Nováčkem pro další sezónu se stal HK 31 Kežmarok.

## Kádr ŠKP PS Poprad
- Brankaři: Holubář, Landsmann, Novysedlák
- Hráči v poli: T. Turan, J. Ilavský, Hrehorčák, Smolko, V. Turan, Gapa, K. Jurčík, V. Mikula, Gavalier, Fedor, Konstantinidis, M. Králik, Lach, Kalináč, P. Jurčík, Stantien, Škovíra, Slota, A. Szűcs, Pichoňský, Wittlinger, Zadražil, Vodák, Pavličko, Rehák, Lapšanský
- Trenéři: M. Skokan, M. Holíček